# Yuba City
Yuba City, fundada en 1908, es una ciudad ubicada en el condado de Sutter en el estado estadounidense de California. Forma parte del llamado "Gran Sacramento" o área metropolitana de Sacramento, la capital de California. En 2009, la población de Yuba City era de 61 175 habitantes y tenía una densidad de 2542 personas por km². Actualmente la población es de 65 416 habitantes. Se encuentra a la orilla del río de las Plumas, un afluente del río Sacramento.

## Historia

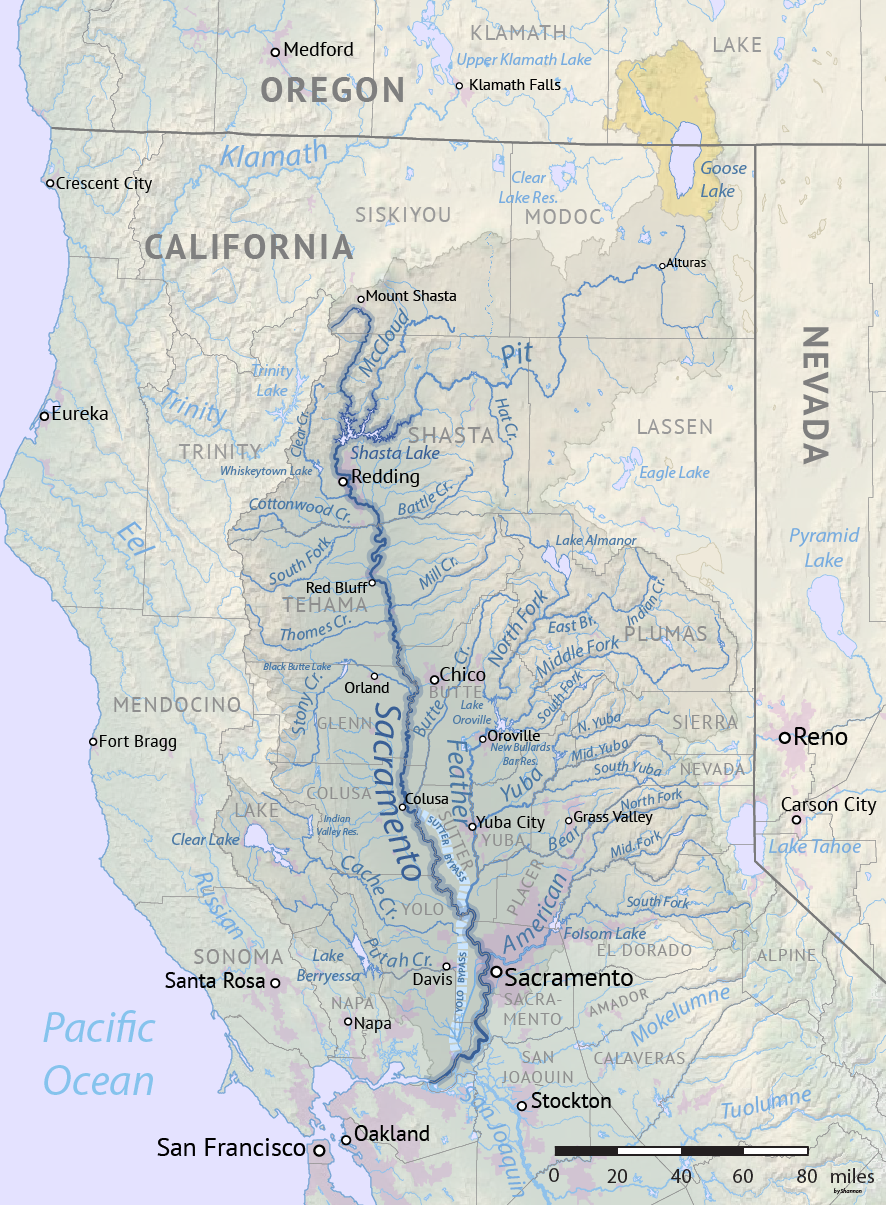
Mapa de la cuenca del río Sacramento donde aparece, a la orilla del río Feather o río de las Plumas, Yuba City

El pueblo de los maidu se asentó en esta región en la época de las primeras expediciones de los españoles. Una de las versiones del origen del nombre "Yuba" es que, durante una de estas expediciones, se observaron las uvas silvestres que crecen junto a un río, que se llamó "Uba", una variante de la ortografía de la palabra española uva. 
El gobierno mexicano otorgó a John Sutter una gran extensión de tierra que incluía esta zona, sobre cuyos terrenos se descubrió oro en 1848. Sutter vendió parte de las tierras a algunos emprendedores que deseaban establecer una ciudad cerca de la confluencia del río Yuba y el río de las plumas, afluentes del río Sacramento, con la vista puesta en el desarrollo de un centro de comercio para atender a los miles de buscadores de oro que se dirigieron a los yacimientos, río arriba. Al mismo tiempo, otra ciudad se desarrolló también en la orilla oriental del río de la pluma, que más tarde se convertiría en Marysville. El apellido Sutter dio nombre al condado.
Antes de 1852, Yuba City tuvo embarcadero de barco de vapor, hotel, una tienda de comestibles, una oficina de correos, y aproximadamente 20 casas, con una población de alrededor de 150 habitantes. Fue elegida sede del condado de Sutter en 1854. No obstante, ese mismo año, los votantes decidieron que Nicolaus sería una mejor ubicación y la sede del condado fue establecida allí. Dos años más tarde, los votantes del condado decidieron devolver a Yuba City su condición de sede del condado, que ha conservado desde 1856.
Yuba City conoció su primera afluencia importante de población tras la Segunda Guerra Mundial, que impulsó las zonas residenciales del oeste y sur de la ciudad.

## Geografía
Yuba City se encuentra ubicada en las coordenadas 39°8′N 121°37′O / 39.133, -121.617. Según la Oficina del Censo, la ciudad tiene un área total de 24,3 km² (9,4 mi²), de la cual 24,1 km² (9,3 mi²) es tierra y 0,2 km² (0,1 mi²) (0.64%) es agua.

## Demografía
Según la Oficina del Censo en 2000 los ingresos medios por hogar en la localidad eran de $32,858, y los ingresos medios por familia eran $39,381. Los hombres tenían unos ingresos medios de $34,303 frente a los $23,410 para las mujeres 

## Economía
Yuba City es sede de la planta de procesado de frutas deshidratadas más grande del mundo, perteneciente a la sociedad Sunsweet Growers Inc. No obstante, el pequeño comercio y la salud son sus principales sectores económicos. La empresa con mayor número de empleados es el grupo sanitario Fremont-Rideout, que gestiona varios centros hospitalarios en la ciudad.

## Arte y cultura
Yuba City es conocido por su considerable comunidad sij. La población sij en el Área de Yuba-Sutter ha crecido hasta convertirse en una de los más grandes de los Estados Unidos y una de las mayores poblaciones de sijs fuera del estado de Punjab de India. Cada año, el primer domingo de noviembre, sijs de Estados Unidos, Canadá, India, el Reino Unido y de otras partes del mundo asisten al desfile sij de Yuba City, que conmemora la recepción por parte de los sijs de su santa escritura, el Gurú Granth Sahib, en 1708. El desfile 2005 atrajo un público de 56.000 personas, y el de 2007 entre 75.000 a 85.000.  En 2012 este número se elevó a 150.000. En la película El jinete pálido (1985), aparece la ciudad en una escena, con una población de 2 301 habitantes.